# Unia Chrześcijańsko-Społeczna w Bawarii
Unia Chrześcijańsko-Społeczna w Bawarii (niem. CSU – Christlich-Soziale Union in Bayern e.V.ⓘ) – niemiecka centroprawicowa chadecka partia polityczna działająca tylko w Bawarii.
CSU została założona w 1945 roku. Jest uważana za kontynuatorkę Bawarskiej Partii Ludowej. CSU od początku ściśle współpracuje z bliźniaczą partią CDU. Na podstawie podpisanej z nią umowy CSU nie rozszerza działalności poza Bawarię, a CDU nie ma swych struktur w tym landzie. Partie tworzą wspólną frakcję parlamentarną (CDU/CSU) i wystawiają wspólnego kandydata na kanclerza. Dotychczas dwóch przywódców CSU kandydowało na kanclerza: w 1980 r. Franz Josef Strauß i w 2002 r. Edmund Stoiber, w obu przypadkach jednak wygrali ich kontrkandydaci z SPD. Od 17 lutego 2012 (po rezygnacji Christiana Wulffa z urzędu prezydenta Niemiec) szef CSU Horst Seehofer był p.o. Prezydenta Republiki Federalnej Niemiec. Obowiązki te wykonywał do 18 marca 2012, kiedy to urząd prezydenta Niemiec objął Joachim Gauck.
Unia Chrześcijańsko-Społeczna w porównaniu z CDU jest bardziej przychylna w stosunku do interwencjonizmu państwowego. Członkami CSU, w przeciwieństwie do CDU, są niemal wyłącznie katolicy. CSU z reguły zajmuje też radykalniejsze stanowisko w kwestiach związanych z polityką zagraniczną, np. była przeciwna ratyfikacji układów pomiędzy RFN a ZSRR i Polską z 1970 r., a obecnie zdecydowanie przeciwstawia się przyjęciu Turcji do Unii Europejskiej w obawie przed zwiększeniem napływu imigrantów.

## Program
Partia kształtuje politykę w oparciu o zasady chrześcijańskie i społeczne. Bierze odpowiedzialność za przyszłość Niemiec i Europy, dążąc do silnych, nastawionych społecznie i świadomych Niemiec. Jest konserwatywną partią wolności. W centrum swoich zainteresowań stawia człowieka wraz z jego prawami, wolnościami i dążeniami. Stawia na silną gospodarkę, sprawiedliwy rynek pracy i społeczny współudział. Partia uważa, że efektywna gospodarka musi być współtworzona przez pracowników i pracodawców. Gospodarcza siła i efektywne państwo społeczne są dla partii tak samo ważne.
Wykształcenie, wiedza i kultura są centralnymi obszarami zainteresowań partii, a najlepszą polityką społeczną jest polityka edukacyjna. Wiedza, badania i nowoczesne technologie powinny zapewnić duchową i materialną egzystencję oraz rozwój narodu.
Jednym z ważniejszych zadań, które stawia przed sobą partia jest ochrona małżeństwa i rodziny, ponieważ to w rodzinie z pokolenia na pokolenie przekazywane są podstawowe wartości społeczeństwa. Partia popiera także solidarność z osobami niepełnosprawnymi, wymagającymi opieki, chorymi i pokrzywdzonymi społecznie. Partia postrzega ludzi jako część boskiego dzieła i czyni ich odpowiedzialnymi za zachowanie Ziemi w dobrym stanie dla przyszłych pokoleń.